# 篠原友哉
篠原 友哉（しのはら ともや、1999年4月20日 - ）は、東京都出身の元プロサッカー選手。現役時代のポジションはミッドフィールダー。

## 来歴
関東第一高等学校では全国高等学校サッカー選手権大会に2度出場。卒業後は桐蔭横浜大学に進学した。
2022年2月16日、ジェフユナイテッド千葉に加入。第2節のFC琉球戦でプロデビューを果たした。
2023年11月6日、2023シーズンをもって現役を引退することが発表された。以前から患っていた心臓病の発作が練習中に続けて出てしまったことから、前年6月に手術を受けたものの、その後は1年以上にわたって息切れ症状とコンディション不良に悩まされ、今季途中からは練習にさえ参加できなくなった。復帰に向けたリハビリも奏功せず、セカンド・オピニオンを受けた結果、サッカー選手を続けていくことは困難との考えに至り、引退を決断したという。

## 所属クラブ
- 府ロクSC
- 府ロクジュニアユース
- 関東第一高等学校
- 桐蔭横浜大学
- 2022年 - 2023年  ジェフユナイテッド市原・千葉

## 個人成績
| 国内大会個人成績 | 国内大会個人成績 | 国内大会個人成績 | 国内大会個人成績 | 国内大会個人成績 | 国内大会個人成績 | 国内大会個人成績 | 国内大会個人成績 | 国内大会個人成績 | 国内大会個人成績 | 国内大会個人成績 | 国内大会個人成績 |
| 年度             | クラブ           | 背番号           | リーグ           | リーグ戦         | リーグ戦         | リーグ杯         | リーグ杯         | オープン杯       | オープン杯       | 期間通算         | 期間通算         |
| 年度             | クラブ           | 背番号           | リーグ           | 出場             | 得点             | 出場             | 得点             | 出場             | 得点             | 出場             | 得点             |
| 日本             | 日本             | 日本             | 日本             | リーグ戦         | リーグ戦         | リーグ杯         | リーグ杯         | 天皇杯           | 天皇杯           | 期間通算         | 期間通算         |
| ---------------- | ---------------- | ---------------- | ---------------- | ---------------- | ---------------- | ---------------- | ---------------- | ---------------- | ---------------- | ---------------- | ---------------- |
| 2019             | 桐蔭横浜大       | 14               | -                | -                | -                | -                | -                | 2                | 0                | 2                | 0                |
| 2020             | 桐蔭横浜大       | 11               | -                | -                | -                | -                | -                | 1                | 0                | 1                | 0                |
| 2022             | 千葉             | 28               | J2               | 4                | 0                | -                | -                | 0                | 0                | 4                | 0                |
| 2023             | 千葉             | 28               | J2               | 0                | 0                | -                | -                | 0                | 0                | 0                | 0                |
| 通算             | 日本             | 日本             | J2               | 4                | 0                | -                | -                | 0                | 0                | 4                | 0                |
| 通算             | 日本             | 日本             | 他               | -                | -                | -                | -                | 3                | 0                | 3                | 0                |
| 総通算           | 総通算           | 総通算           | 総通算           | 4                | 0                | -                | -                | 3                | 0                | 7                | 0                |